# 马修·卡查克
马修·卡查克（Matthew Tkachuk /kəˈtʃʌk/ ；1997年12月11日—）是一位美國職業冰球左翼球員，也是國家冰球聯盟（NHL）佛羅里達美洲豹副隊長。Tkachuk於2016年的NHL選秀中被卡爾加里火焰隊以第六順位選中。。  

## 球员生涯
Tkachuk曾與聖路易斯藍人小聯盟冰球隊一起參加2010年魁北克國際青年曲棍球錦標賽，當時他的隊友包括Logan Brown、Clayton Keller和Luke Kunin。
2015年5月8日，Tkachuk與安大略曲棍球聯盟（OHL）倫敦騎士隊簽約，從而放棄了他的全美大學體育協會（NCAA）資格，而他在2013年OHL的選秀中被騎士隊第四輪選中。Tkachuk與米奇·馬爾納和克里斯蒂安·德沃拉克組成的進攻線表現出色，總共打進107分，排名OHL得分榜第五。Tkachuk在2016年紀念杯冠軍賽中為騎士隊攻進了加時賽的致勝一球。
在NHL選秀前，Tkachuk被評為北美第二有潛力的溜冰球員，被描述為一位真正的未來明星，具有精英級的技能和素質，能為一支NHL俱樂部帶來貢獻。在被卡爾加里火焰隊以第六順位選中後，Tkachuk於2016年7月7日簽署了為期三年的入門級合同。

#### 卡尔加里火焰队 (2016–2022)
Tkachuk在對陣布法罗军刀队的比賽中攻入了他的首個NHL進球，幫助球隊以4-3的加時贏得比賽。2017年3月20日，他因對洛杉矶国王队後衛Drew Doughty的臉部肘擊被禁賽兩場比賽。在兩隊在隔了幾天後再次交手的比賽中，Tkachuk與國王隊後衛Brayden McNabb打了一場爭執。Tkachuk最終在卡爾德爾紀念獎的投票中排名第七，該獎項每年頒發給NHL最佳新秀。  
在他的第二年賽季中，2017年11月17日，NHL球員安全部門宣布Tkachuk參與了一場與底特律红翼队的比賽中的一次拉扯事件，因此被禁賽一場比賽。他於12月7日再次被禁賽，原因是用球棒式的動作戳向多伦多枫叶队的前鋒Matt Martin。Tkachuk成為卡爾加里火焰隊歷史上第二年輕的十幾歲球員，在與亚利桑那土狼队的比賽中於11月30日出場，參加了他的第100場比賽。2018年3月11日，Tkachuk在對陣纽约岛人队的比賽中受傷，缺席了本賽季的其餘比賽。儘管受傷，他仍以創個人生涯最高的49分結束了這個賽季。
2022年4月19日，Tkachuk在對陣纳什维尔掠夺者的比賽中取得了他的第99分（一次助攻），這使他超越了他父親以前的個人紀錄（1995-96年的98分）。兩天後，Tkachuk在對陣达拉斯星队的比賽中攻入他的第100分（和第40個進球），成為與奥斯顿·马修斯（2016年選秀會上的球員）並列成為單賽季達成100分紀錄的第二位球員。2021-22賽季是卡爾加里火焰隊歷史上最成功的例行賽之一，Tkachuk是球隊成功的核心。Tkachuk在賽季中大部分時間都是和中鋒Elias Lindholm和左翼Johnny Gaudreau一起打右翼。這三人組成了NHL中最強大的前鋒之一，三人在整個賽季中都取得了許多個人和集體里程碑。三人在整個賽季中都攻入至少40個進球，這是28年來第一次出現全隊三名進攻線搭檔都達成此成就，也是在這段時間內第四次有一支球隊擁有三位攻入40個進球的球員。Tkachuk在例行賽中攻入42個進球和62次助攻，而火焰隊贏得了太平洋赛区冠軍。
卡爾加里火焰隊在2022 年斯坦利杯季后赛的第一輪比賽中與达拉斯星队對陣，這是兩年前泡沫季后赛的重賽，火焰隊被認為是比賽的熱門。Tkachuk在第一場比賽中攻入唯一進球，幫助球隊獲得勝利。由於達拉斯星隊的守門員Jake Oettinger表現出色，這個系列賽比預期更具挑戰性，但最終火焰隊以七場比賽獲勝，Tkachuk在決定比賽中再次攻入一球。火焰隊在第二輪比賽中面對“阿尔伯塔之战”，這是31年來首次的季後賽"亞伯達之戰"。然而火焰隊在五場比賽中被油人隊淘汰，季後賽之旅到此結束。 
賽季結束後，Tkachuk的隊友Gaudreau選擇在自由球員市場上離開卡爾加里火焰隊，轉而加盟哥倫布藍外套隊。Tkachuk自己與球隊的未來已經引起了一段時間的猜測，許多人認為他打算在成為無限制自由球員時離開火焰隊。在高德富離開的消息傳出幾天後，火焰隊宣布他們已經在Tkachuk的下一份合同上提出俱樂部仲裁，此前他們未能達成續約協議。這被廣泛解讀為針對Tkachuk交易到其他球隊的初步措施，從而避免在自由球員市場上失去他而得不到任何補償。7月20日，The Athletic報導稱，Tkachuk已告知火焰隊他不會與球隊續簽長期合同。。 

#### 佛罗里达黑豹队（2022 年至今）
2022年7月22日，在通知火焰隊他不打算與球隊續簽長期合同兩天後，Tkachuk與一個有條件的2025年第四輪選秀權被交易到佛羅里達豹隊，換來Jonathan Huberdeau、MacKenzie Weegar、Cole Schwindt以及一個有機會獲得2025年首輪選秀權的彩票保護權。Tkachuk在被交易到豹隊之前簽下了一份為期八年、價值7600萬美元的合同。在2023年2月4日舉行的NHL 2023全明星賽上，Tkachuk以總共7分（包括4個進球和3個助攻）當選賽事最有價值球員。在他加入豹隊的第一個賽季，Tkachuk超過了他個人單賽季得分的紀錄，並在第一個賽季結束時以109分的成績結束了他在佛羅里達的首個賽季。為了表彰他的成就，Tkachuk被提名為哈特紀念獎的候選人，該獎項授予聯盟最有價值球員。Tkachuk在季後賽中發揮出色，幫助豹隊晉級2023年史丹利杯決賽，並在東部聯盟決賽中對陣卡羅萊納颶風時攻入四個進球，其中三個進球是致勝球。